# Famille de Baudry d'Asson
La famille de Baudry d'Asson est une famille subsistante de la noblesse française, originaire de Vendée.
Cette famille compte parmi ses membres des officiers, un camérier secret du Pape, des parlementaires.

## Histoire
Selon Gustave Chaix d'Est-Ange, cette famille est connue depuis 1236 et sa filiation suivie débute en 1410 avec Médor Baudry, qualifié varlet (terme équivalent à écuyer en Poitou), seigneur de La Raynerie, époux de Guillemette Bouquin. La famille de Baudry d'Asson se signala, lors de l'insurrection vendéenne, par son dévouement à la cause de la Royauté. Elle compte parmi ses membres deux pages de la grande écurie du roi Louis XV en 1725 et 1766, un page du roi Charles X en 1826, un camérier secret de cape et d'épée du pape Léon XIII en 1886, et de nombreux officiers.
Régis Valette concède une filiation suivie depuis 1535, d'après des preuves faites au XVIIIe siècle pour l'admission aux pages de la grande écurie du roi.
Elle a été admise à l'Association d'entraide de la noblesse française en 1951.

## Personnalités
- Esprit Baudry d'Asson (1750-1812), colonel.
- Gabriel Baudry d'Asson (1755-1793), chef royaliste de la guerre de Vendée.
- Léon-Armand de Baudry d'Asson (1836-1915), conseiller général et député de la Vendée
- Armand de Baudry d'Asson (1862-1945), fils du précédent ; camérier secret de cape et d'épée du pape Léon XIII en 1886 ; maire, conseiller général, député et sénateur de la Vendée
- Armand de Baudry d'Asson (1910-1998), fils du précédent ; député (1945-1958) ; résistant

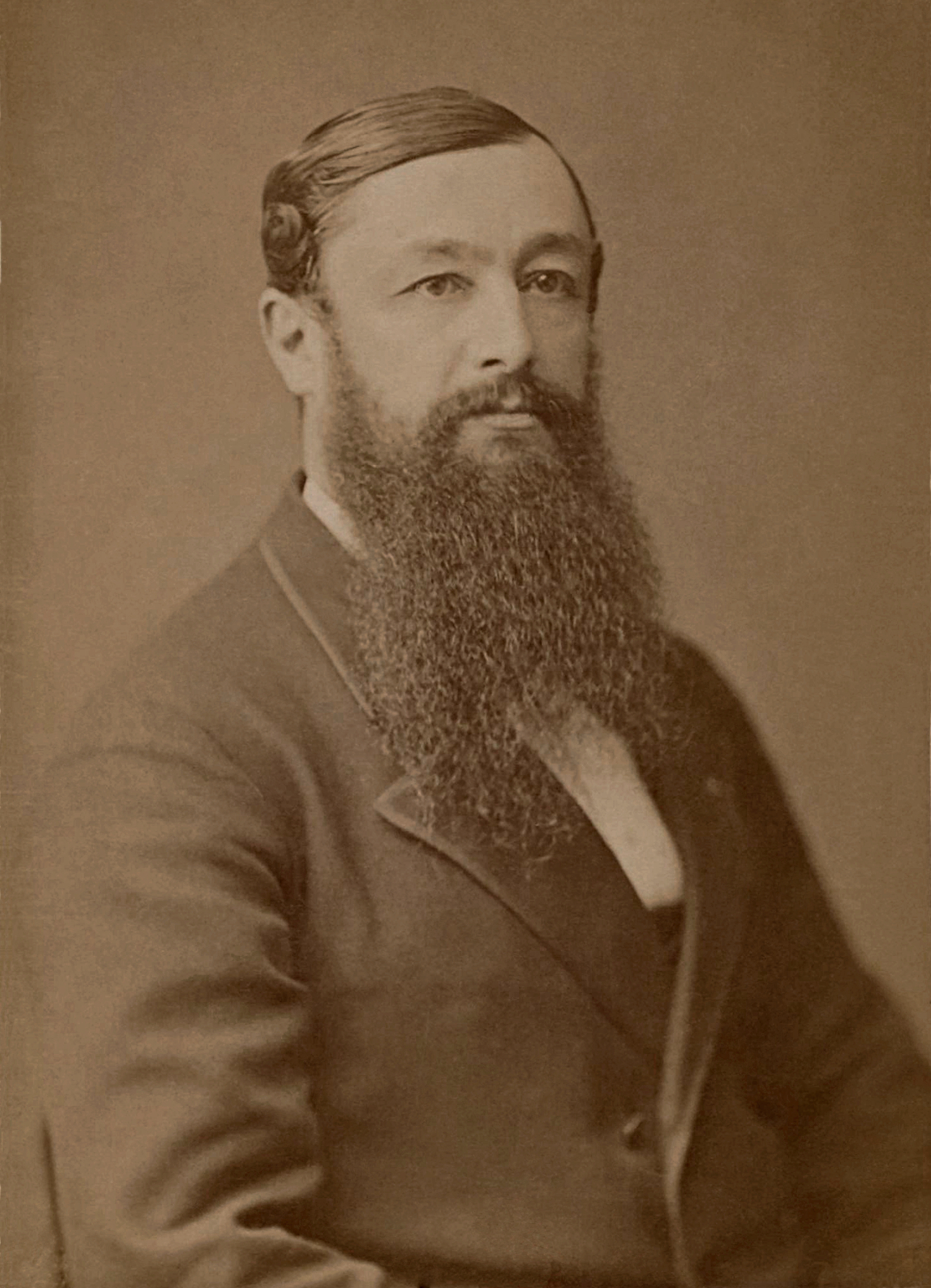
Léon-Armand de Baudry d'Asson (1836-1915)
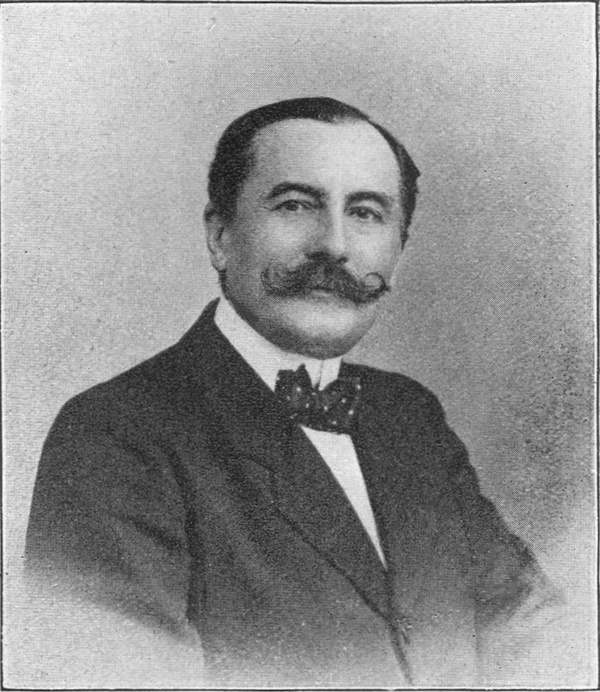
Armand de Baudry d'Asson (1862-1945)

## Alliances
Ses alliances : Bouquin, de Boissieu, de Bonneval, de Buor, de Caradeuc d'Asson, de Coral, de Coüesnon, Dunoyer de Ségonzac, de Goulaine, de Guignard de Germond, Lamour de Caslou, de La Rochefoucauld-Bayers, Le Compasseur de Créqui-Montfort de Courtivron, Le Gouvello du Timat, Macé de La Barbelais, de Maynard, de Nervo, Pichard du Page, Pyriot de La Brédoire, de Saint-Priest d'Urgel.

## Armes
- D'argent à trois fasces d'azur

## Pour approfondir